# Гей-Спрінгс (Небраска)
Гей-Спрінгс (англ. Hay Springs) — селище (англ. village) в США, в окрузі Шерідан штату Небраска. Населення — 599 осіб (2020).

## Географія
Гей-Спрінгс розташований за координатами 42°41′0″ пн. ш. 102°41′23″ зх. д. / 42.68333° пн. ш. 102.68972° зх. д. (42.683290, -102.689593).  За даними Бюро перепису населення США в 2010 році селище мало площу 0,97 км², уся площа — суходіл.

## Демографія
Згідно з переписом 2010 року, у селищі мешкало 570 осіб у 266 домогосподарствах у складі 130 родин. Густота населення становила 585 осіб/км².  Було 328 помешкань (337/км²).
Расовий склад населення:
| - 92,8 % — білих - 5,4 % — корінних американців |

До двох чи більше рас належало 1,8 %. Частка іспаномовних становила 1,8 % від усіх жителів.
За віковим діапазоном населення розподілялося таким чином: 16,3 % — особи молодші 18 років, 48,3 % — особи у віці 18—64 років, 35,4 % — особи у віці 65 років та старші. Медіана віку мешканця становила 54,6 року. На 100 осіб жіночої статі у селищі припадало 86,3 чоловіків;  на 100 жінок у віці від 18 років та старших — 81,4 чоловіків також старших 18 років.
Середній дохід на одне домашнє господарство  становив 46 470 доларів США (медіана — 34 917), а середній дохід на одну сім'ю — 67 003 долари (медіана — 50 625). За межею бідності перебувало 10,1 % осіб, у тому числі 0,0 % дітей у віці до 18 років та 13,3 % осіб у віці 65 років та старших.
Цивільне працевлаштоване населення становило 239 осіб. Основні галузі зайнятості: освіта, охорона здоров'я та соціальна допомога — 23,4 %, роздрібна торгівля — 21,8 %, транспорт — 7,9 %, фінанси, страхування та нерухомість — 7,9 %.